# Ducula whartoni
Ducula whartoni là một loài chim trong họ Columbidae.